# Liste der Biografien/Gaf
Liste der Biografien |
Portal Biografien |
Personensuche
# |
A |
B |
C |
D |
E |
F |
G |
H |
I |
J |
K |
L |
M |
N |
O |
P |
Q |
R |
S |
T |
U |
V |
W |
X |
Y |
Z |
?
 
Ga |
Gb |
Gc |
Gd |
Ge |
Gf |
Gh |
Gi |
Gj |
Gk |
Gl |
Gm |
Gn |
Go |
Gp |
Gq |
Gr |
Gs |
Gu |
Gv |
Gw |
Gy |
Gz
 
Gaa |
Gab |
Gac |
Gad |
Gae |
Gaf |
Gag |
Gah |
Gai |
Gaj |
Gak |
Gal |
Gam |
Gan |
Gao |
Gap |
Gaq |
Gar |
Gas |
Gat |
Gau |
Gav |
Gaw |
Gax |
Gay |
Gaz
Die Liste der Biografien führt alle Personen auf, die in der deutschsprachigen Wikipedia einen Artikel haben. Dieses ist eine Teilliste mit 55 Einträgen von Personen, deren Namen mit den Buchstaben „Gaf“ beginnt.

## Gaf

### Gafa
- Gafa, Al (* 1941), US-amerikanischer Jazz-Gitarrist
- Gafà, Lorenzo, maltesischer Barock-Architekt und Bruder des Bildhauers Melchiorre Gafà
- Gafarot, Lucas (* 1994), spanischer Fußballspieler
- Gafarow, Anton Ildussowitsch (* 1987), russischer Skilangläufer

### Gafe
- Gafencu, Grigore (1892–1957), rumänischer Journalist, Diplomat und Politiker
- Gafencu, Liliana (* 1975), rumänische Ruderin

### Gaff
- Gaff, Sheila (* 1989), deutsche Mixed-Martial-Arts-Kämpferin
- Gaffal, Stefan (* 1996), österreichischer Eishockeyspieler
- Gaffarel, Jacques (1601–1681), französischer Theologe, Orientalist und Okkultist
- Gaffert, Peter (* 1960), deutscher Forstmann und Politiker
- Gaffey, Hugh J. (1895–1946), US-amerikanischer Offizier, Generalmajor der US-Army
- Gaffey, Veronica, irische EU-Beamtin
- Gaffi, Tommaso Bernardo († 1744), italienischer Organist, Kapellmeister und Komponist
- Gaffiero, Salvatore (1828–1906), maltesischer römisch-katholischer Geistlicher und Weihbischof im Bistum Malta
- Gaffigan, James (* 1979), US-amerikanischer Dirigent
- Gaffigan, Jim (* 1966), US-amerikanischer Stand-up-Comedian, Schauspieler, Autor und Produzent
- Gaffkus, Karlheinz (1933–2018), deutscher Schauspieler und AufnahmeleiterKarlheinz Gaffkus (1933–2018)

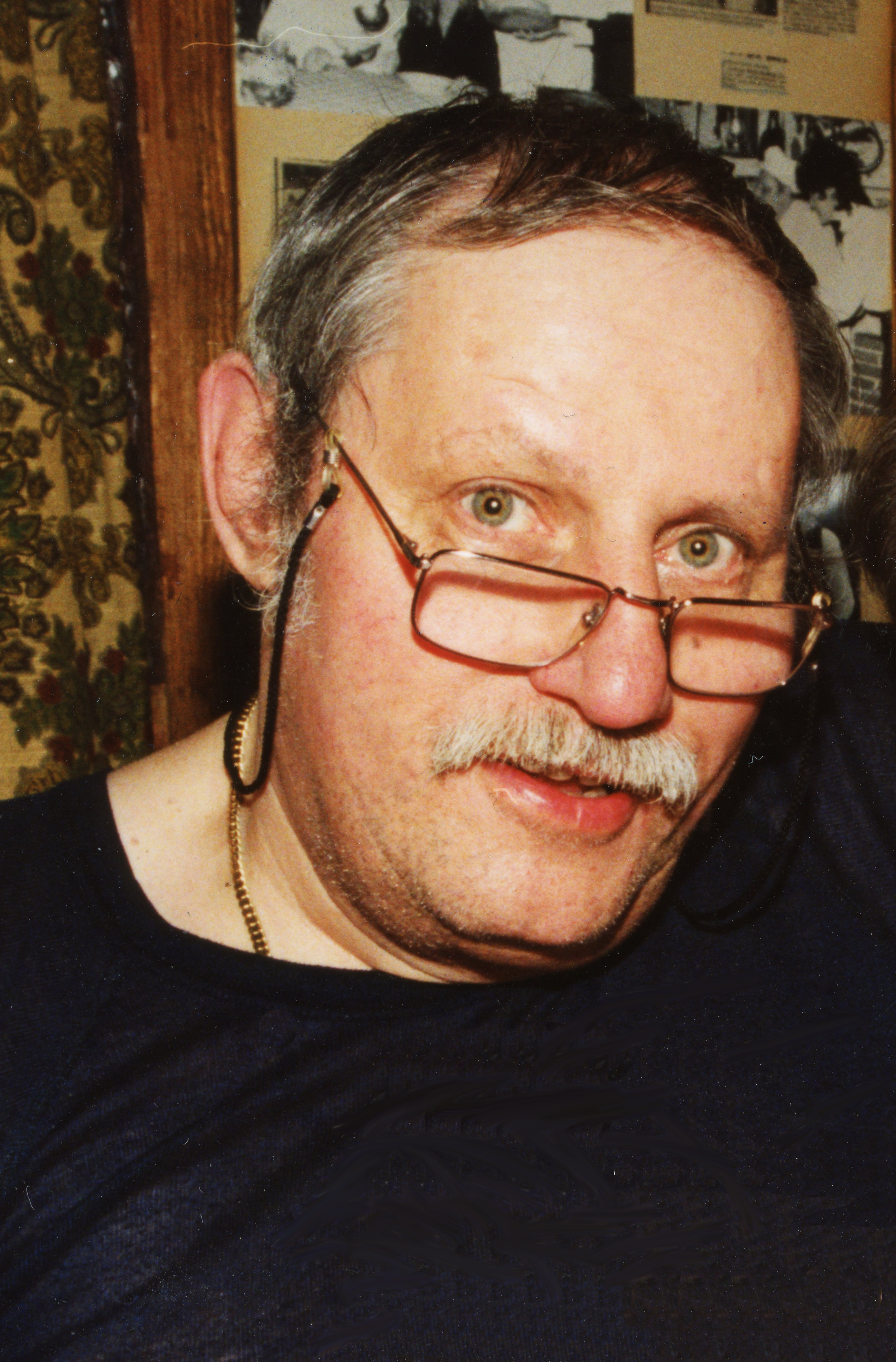
Karlheinz Gaffkus (1933–2018)

- Gaffky, Georg (1850–1918), deutscher Bakteriologe und Hygieniker
- Gaffney, Cathal (* 1970), irischer Regisseur und Filmproduzent
- Gaffney, F. Drew (* 1946), US-amerikanischer Astronaut
- Gaffney, Jabar (* 1980), US-amerikanischer Footballspieler
- Gaffney, Jessica (* 1996), US-amerikanische Beachvolleyballspielerin
- Gaffney, Mason (1923–2020), US-amerikanischer Ökonom
- Gaffney, Robert (1931–2009), US-amerikanischer Filmproduzent, Kameramann, Filmregisseur und Filmschaffender
- Gaffney, Tony (* 1984), US-amerikanischer Basketballspieler
- Gaffo de Muralto, Adliger, Gesandter und Feudalherr
- Gaffoor, Mickaël (* 1987), französischer Fußballspieler
- Gafford, Daniel (* 1998), US-amerikanischer BasketballspielerDaniel Gafford (* 1998)

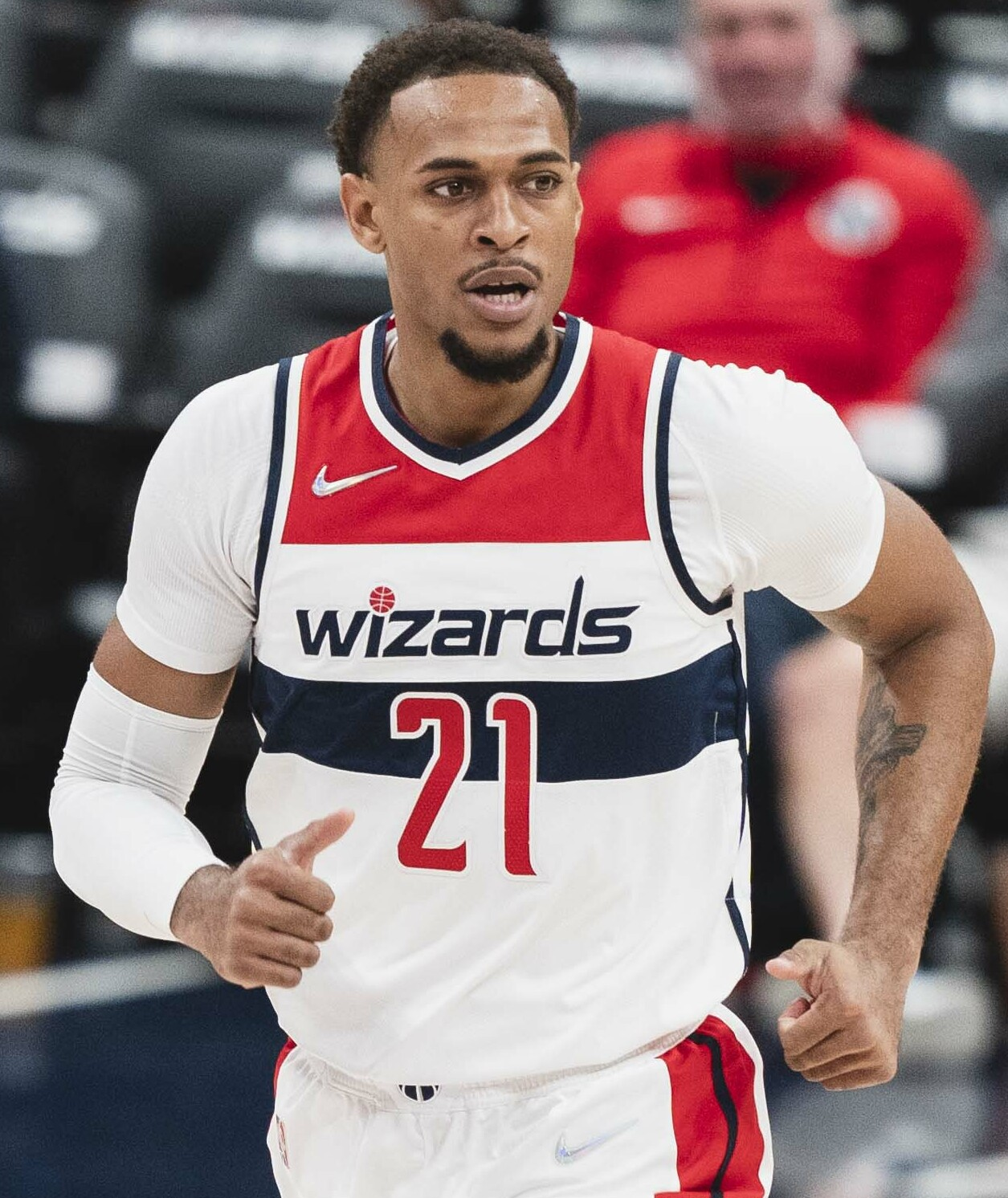
Daniel Gafford (* 1998)

- Gaffory, Stefan (* 1973), deutscher Schriftsteller, Musikjournalist und Rundfunkmoderator
- Gaffron und Oberstradam, Ernst Christian Gottlieb von (1741–1803), preußischer Landrat
- Gaffron und Oberstradam, Maximilian Friedrich von (1727–1800), preußischer Landrat
- Gaffron, Burkhard (* 1938), deutscher Schauspieler
- Gaffron, Eduard (1861–1931), deutsch-peruanischer Arzt und Sammler
- Gaffron, Hans (1902–1979), deutsch-amerikanischer Biochemiker
- Gaffron, Hermann von (1797–1870), preußischer Gutsbesitzer, Verwaltungsbeamter und Politiker
- Gaffron, Klaus von (1946–2017), deutscher Fotokünstler
- Gaffron, Luisa-Céline (* 1993), deutsche SchauspielerinLuisa-Céline Gaffron (* 1993)

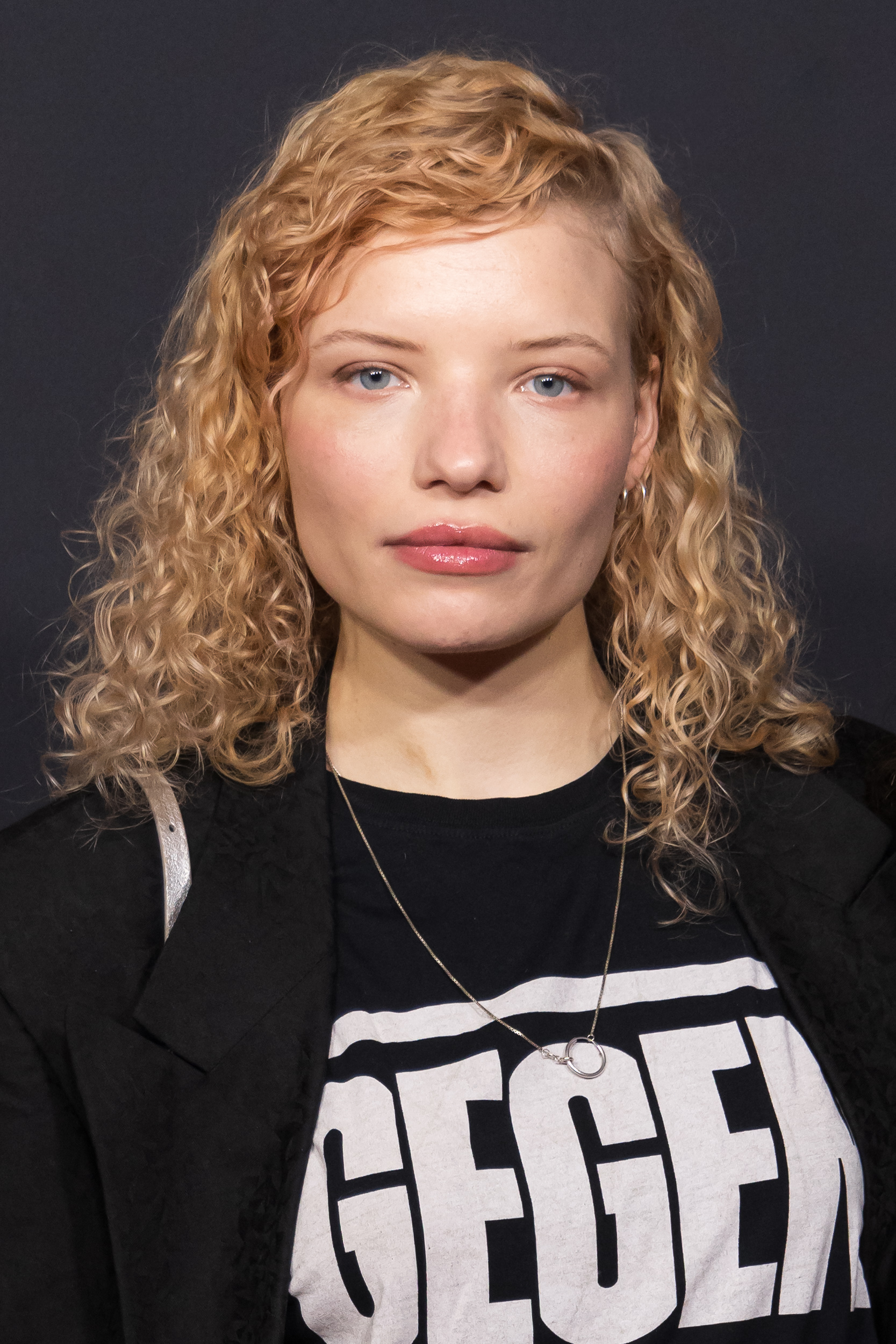
Luisa-Céline Gaffron (* 1993)

- Gaffron, Rudolph von (* 1821), österreich-ungarischer Offizier und Rittergutsbesitzer
- Gaffron-Kunern, Theodor von (1823–1899), preußischer Gutsbesitzer, Kammerherr und Politiker
- Gaffurius, Franchinus (1451–1522), italienischer Kapellmeister und Komponist

### Gafg
- Gäfgen, Gérard (1925–2005), deutscher Ökonom und Hochschullehrer
- Gäfgen, Hans (1894–1939), deutscher Lyriker und Schriftsteller
- Gäfgen, Magnus (* 1975), deutscher Mörder
- Gäfgen, Wolfgang (1936–2024), deutscher Künstler
- Gäfgen-Track, Kerstin (* 1959), deutsche evangelische Theologin

### Gafi
- Gafinovitz, Rotem (* 1992), israelische Radrennfahrerin

### Gafn
- Gafner, Andreas (* 1971), Schweizer Politiker
- Gafner, Artur (* 1998), kasachischer Speerwerfer
- Gafner, Beatrice (* 1964), Schweizer Skirennfahrerin
- Gafni, Elchanan (1916–2010), tschechoslowakisch-israelischer Journalist und Diplomat
- Gafni, Mosche (* 1952), israelischer Politiker

### Gafr
- Gafron, Georg (* 1954), deutscher Journalist

### Gafu
- Gafur, Abdul (1938–2020), indonesischer Arzt und Politiker, Minister
- Gafurov, Asror (* 1995), usbekischer Fußballspieler
- Gafursjanowa, Kamilla Jussufowna (* 1988), russische Florettfechterin